# (3907) Kilmartin
(3907) Kilmartin – planetoida z pasa głównego asteroid okrążająca Słońce w ciągu 4 lat i 247 dni w średniej odległości 2,8 j.a. Została odkryta 14 sierpnia 1904 roku w Landessternwarte Heidelberg-Königstuhl w Heidelbergu przez Maxa Wolfa. Nazwa planetoidy pochodzi od Pameli Kilmartin, nowozelandzkiej astronom. Przed nadaniem nazwy planetoida nosiła oznaczenie tymczasowe (3907) A904 PC.